# 定勝寺

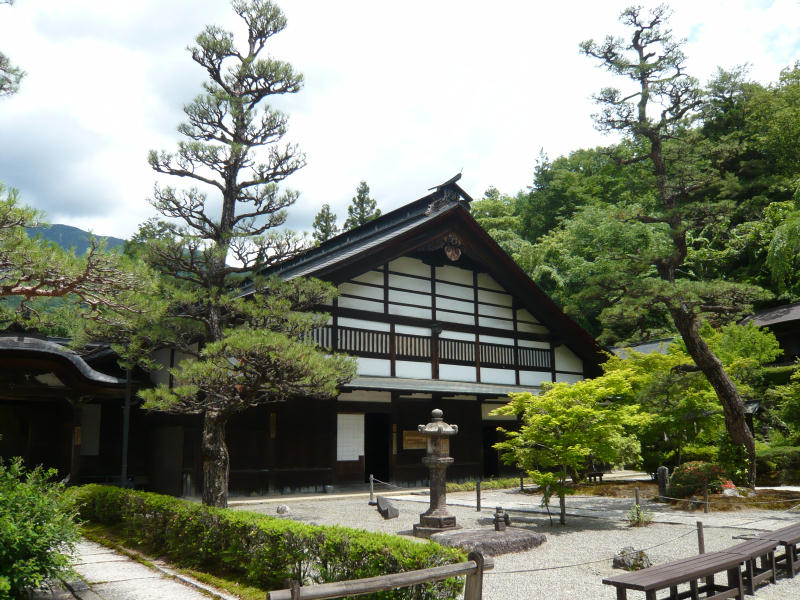
定勝寺庫裏

定勝寺（じょうしょうじ）は、長野県木曽郡大桑村須原にある臨済宗妙心寺派の寺院。山号は浄戒山。木曾西国三十三観音霊場二十一番。木曽七福神霊場(布袋尊)。
木曽町の興禅寺、長福寺とともに木曽三大寺の一つとされている。

## 歴史
嘉慶年間（1387年 – 1388年）に木曾親豊が先祖の追善の為に、須原観心坊を改めて、寺として木曽川河畔に創建して開基、初屋が開山したとされる。
文安5年（1448年）、七堂伽藍を備えていたとされる最初の建物は、木曽川の氾濫により流失した。
享徳3年（1454年）4月に木曾家賢が再建し、鎌倉浄智寺の香林恵巖が、四世となって中興開山した。
享徳4年（1455年）3月3日付の木曾家賢から香林恵巖への譲渡状が現存している。
永禄4年（1561年）、大洪水によって流失した。
天正7年（1579年）、六世の玉林聖賢が、上松義豊の上松館の隣に玉林院を開山した。
天正10年（1582年）、本能寺の変後に木曾義昌の稚子の愛若が美濃国恵那郡坂下村の西方寺を焼討した際に、大般若波羅蜜多経600巻と涅槃像を奪い定勝寺に納めた。
このことは「大般若波羅蜜多経 巻二九九」の表紙裏に、定勝寺住持の天心宗球の墨書銘によって確かめられる。

『吉蘇志略』の定勝寺什物の記述の中に涅槃像についての記述がある。
天正18年（1590年）、木曾義昌は、徳川家康の関東移封に伴い、家康から下総国阿知戸に1万石を与えられて木曽谷を去った。その後、豊臣秀吉の重臣であった石川光吉が木曾代官となったが、木曾氏ゆかりの定勝寺・興禅寺 (長野県木曽町)・長福寺 (長野県木曽町)・の三箇寺に対し、次のように保証した。
文禄4年（1595年）8月、木曽川で大洪水があり、再び流損した。
慶長3年（1598年）、当時木曾代官であった石川光吉が、木曾義在の居館跡に現在の伽藍を建立した。

これについて『吉蘇志略』には、
と記されている。
江戸時代前期に作られた『木曾惣圖』によると、定勝寺は義元館趾とあり、寺中島は現在の和村橋付近の河原のことである。
文化11年（1814年）に読本作者の秋里籬島が発行した『木曽路名所図会』に堂宇の全景が描写されている。
明治13年（1880年）明治天皇が中山道御巡幸の時に、庫裏の書院にて御昼食をとられた。
昭和24年（1949年）5月28日に、山門・本堂・庫裏が、桃山文化の特色があるとのことで、国の重要美術品に認定された。
昭和27年（1952年）3月29日に、山門・本堂・庫裏が国の重要文化財に指定された。
日本最古の「蕎麦切り」（一般的に言われる「そば」）に関する文書が発見されている。
昭和40年（1964年）10月5日、営林署から払い下げを受けた木曽ヒノキを使用して京都七条仏所の橋本忠円が作つた「定勝だるま」大坐像の開眼供養を行った。
平成5年（1993年）、長野県岡谷市出身の小口基實によって枯山水庭園が作庭された。

## 境内
二千八百九十坪 (但官有地第四種)
山門をくぐって境内に入ると、本堂と庫裏が並んでいる。山門に比べると一転して雄大で豪壮な造りで美しい妻壁を見せた庫裏の白壁と黒い木組みの調和が美しい。

### 山門
文化財の項に記載

### 本堂
幅広い板敷は、鴬張りになっている方丈形式で、中央の仏間と室中、左に上間(じょうかん)と呼ばれる書院、右の玄関に近い方は下間(げかん)と呼んでいる。仏間のみ板敷で中には四本柱を立てて仏壇を設け、本尊の釈迦如来像を安置してある。他は畳敷きとなっている。上間には木曽ヒノキの大木で彫った見事な達磨大師の像が安置され、禅寺の雰囲気を醸し出している。また、戦国時代に木曽谷の領主であった木曾義昌の位牌が安置されている。

### 庫裏
入口から参拝が許されている。入口を入ったところに土間と広い板の間で大きな炉が切ってあり、上の梁から自在鉤が下がっている。天井を張らずに屋根裏のままとしてあり、梁組みは堂々たるものである。

### 庫裏附渡り廊下・玄関
東側居間には書院が設けてある。次の間には立派な違い棚があり、御座の間は、一間の床と床脇には書院がある。入側に面した白い障子と竪桟菱欄間が禅寺らしい風格を見せている。

### 位牌堂
大正末期から昭和の始めにかけて、二十七世の物外文淨の代に、祖師堂・開山堂・開基堂を兼ねて檀信徒の位牌を安置するために本堂の裏へ接続して建てられた妻入り瓦屋根の建物で、用材は伊奈川国有林から出されたケヤキ材で 須弥壇も同時の建築で、その周囲の板敷は鴬張りである。

### 宝蔵
庫裏の裏にあった土蔵(穀蔵・宝物蔵・味噌蔵)の中で、昭和5年(1930年)に穀蔵を解体し移転の形で新築したものである。

### 阿弥陀堂
昭和7年(1932年)、位牌堂の新築材の残材を使用して新築した。

### 鐘楼堂
昭和8年(1933年)上ノ山のヒノキの払い下げを受けて尺角柱の頑丈な材で建て替えた。大梵鐘は人間国宝で日本芸術院会員の香取正彦の作である。（平和余韻第10号）

## 文化財
- 重要文化財（国指定）重文指定年月日　昭和27年（1952年）3月29日
  - 山門　　万治4年（1661年）建立。切妻造、檜皮葺の四脚門である。
  - 本堂　　江戸時代前期（1615～1660年）建立。桁行19.0ｍ、梁間12.2ｍ、一重、入母屋造、銅板葺。
  - 庫裏附渡り廊下、玄関　　本堂に向かって承応3年（1654年）建立。桁行21.9ｍ、梁間14.0ｍ、一重、切妻造、南面庇付、妻入、銅板葺。

## 寺宝

### 画軸
- 文殊ノ画 呉道子筆 木曾親豊が寄附
- 十王ノ画 陸信忠筆 木曾親豊が寄附
- 十六羅漢ノ画 禅月大師筆 木曾家賢が寄附
- 観音ノ画 牧谿筆 木曾家賢が寄附
- 梅ノ画 揚補之筆 木曾義昌が寄附
- 山水ノ画 米元章筆 木曾義昌が寄附
- 龍虎ノ画 牧渓筆 木曾義昌が寄附
- 十六善神ノ画 兆殿司筆
- 達磨ノ画 狩野元信筆
- 朱衣達磨ノ画 石川光吉が寄附

### 木像
- 本尊仏（釈迦三尊） 室町時代の作と伝わる。
- 韋駄天像 鎌倉時代の作と思われる。
- 十三仏像 文明16年（1484年）2月2日、木曾家盛が兄の木曾家豊の一周忌法要のために寄進されたことが厨子背面に朱文字で記されている。
- 十王仏像 一体に貞享2年（1685年（丑年三月十六日の銘がある。
- 達磨大師像 脊面の銘に元禄5年（1692年（と、七年菩提のために寝覚の柱、長谷川氏寄進とある。
- 開山像 享保年間に安置されたと思われる。

## 定勝寺文書
定勝寺は多数の中世古文書を所蔵することで名高い。ここには、康正2年（1456年）の木曾家定、文明15年（1483年）の木曾家盛、延徳3年（1491年）の木曾義定、天文16年（1547年）の木曾義在、永禄4年（1561年）の木曾義康の5証文と、某年2月の木曾玄徹、某年7月の木曾義昌の2書及び、永禄丑（1565年）8月の義昌の証文の計8通の写がある。

## 末寺
- 天長院 (長野県大桑村)
- 池口寺 (長野県大桑村)
- 妙覚寺 (長野県大桑村)
- 臨川寺 (長野県上松町)
- 玉林院 (長野県上松町)

## アクセス
- JR東海中央本線須原駅から徒歩約10分。